# (5987) Liviogratton
(5987) Liviogratton est un astéroïde de la ceinture principale.

## Description
(5987) Liviogratton est un astéroïde de la ceinture principale. Il fut découvert le 6 juin 1975 à El Leoncito par l'Observatoire Félix Aguilar. Il présente une orbite caractérisée par un demi-grand axe de 2,43 UA, une excentricité de 0,16 et une inclinaison de 5,4° par rapport à l'écliptique.

## Compléments